# Darko Rundek
Darko Rundek (Zagreb, 30. siječnja 1956.) hrvatski je glazbenik.

## Glazbena karijera
Karijeru je započeo 70-ih kao pjevač i gitarist, a kasnije i kao autor i skladatelj u legendarnom novovalnom zagrebačkom bendu Haustor koji se prvotno zvao Nagradni bataljon. U Haustoru je većinski pisao tekstove pjesama dok je Srđan Sacher pisao glazbu. Objavili su četiri albuma: Haustor 1981., Treći svijet 1984., Bolero 1985. Tajni grad 1988. nakon kojeg su se raspali zbog nesuglasica u bendu pa se nagađa da je zadnji period bio Rundekov solo projekt. Haustor je poznat po svojim konceptualnim i hermetičnim poetskim tekstovima koji obiluju humorom i ironijom tadašnjeg sistema i društva (pjesma Pogled u bolju budućnost), što i potvrđuje činjenica oznake šunda i zabrane izlaska pjesme Radnička klasa odlazi u raj prvog albuma. Haustor je eksperimentirao s glazbom, instrumentima i utjecajima stranih i domaćih novovalnih ritmova.
U vrijeme zenita popularnosti Haustora završava režiju na Akademiji za dramsku umjetnost u Zagrebu i režira nekoliko kazališnih i radio drama. Usko surađuje s glumcem Radom Šerbedžijom.
Godine 1991. odlazi u Pariz gdje uglavnom radi glazbu za kazališne predstave u režiji Sande Hržić. 
1997. godine izdaje svoj prvi solo album Apokalipso na kojem je sudjelovalo 30-ak glazbenika. Poslije drugog albuma U širokom svijetu u Francuskoj počinje raditi i snimati Ruke s nekoliko glazbenika što je kasnije rezultiralo projektom Rundek Cargo Orkestar s kojima aktivno nastupa i puni dvorane diljem bivše Jugoslavije, a i šire.
U ovom sastavu objavljeni su albumi Plavi Avion 2010. i Mostovi 2015.

## Rundek Cargo Orkestar
- Darko Rundek - gitara, glas
- Isabel - violina
- Bruno Arnal - bas
- Dušan Vranić - klavir, harmonika, glas
- Đani Pervan - bubnjevi
- Vedran Peternel - dizajn zvuka[1]
- Emmanuel Ferraz - trombon
- Igor Pavlica - truba
- Biljana Tutorov - video[2]

## Zanimljivosti
- U seriji "Crno-bijeli svijet" glumi ga Filip Sertić.
- 2001. je skladao pjesmu "Polagana predaja" istoimenog filma gdje se pojavljuje i kao pjevač u filmu.

## Vanjske poveznice
- Rundek Cargo Orkestar službene stranice
- Tajni grad  Arhivirana inačica izvorne stranice od 15. studenoga 2006. (Wayback Machine)
- Darko Rundek na Imdb
- Intervju na www.balkanbeats.de  Arhivirana inačica izvorne stranice od 7. srpnja 2007. (Wayback Machine)